# Johnson (Minnesota)
Johnson es una ciudad ubicada en el condado de Big Stone en el estado estadounidense de Minnesota. En el Censo de 2010 tenía una población de 29 habitantes y una densidad poblacional de 37,2 personas por km².

## Geografía
Johnson se encuentra ubicada en las coordenadas 45°34′20″N 96°17′39″O / 45.57222, -96.29417. Según la Oficina del Censo de los Estados Unidos, Johnson tiene una superficie total de 0.78 km², de la cual 0.78 km² corresponden a tierra firme y (0%) 0 km² es agua.

## Demografía
Según el censo de 2010, había 29 personas residiendo en Johnson. La densidad de población era de 37,2 hab./km². De los 29 habitantes, Johnson estaba compuesto por el 100% blancos, el 0% eran afroamericanos, el 0% eran amerindios, el 0% eran asiáticos, el 0% eran isleños del Pacífico, el 0% eran de otras razas y el 0% pertenecían a dos o más razas. Del total de la población el 3.45% eran hispanos o latinos de cualquier raza.